# Kalta Minor
Kalta Minor es un minarete conmemorativo en Jiva. Está ubicado en la parte frontal de la madrasa Muhammad Amin Kan y, a veces, se considera parte de ella.

## Historia
Kaltaminor fue creado por Muhammad Amin Kan, el kan del Kanato de Jiva, como el minarete más grande y alto del mundo musulmán.
Según su plan, la altura del minarete debía ser de 70 a 80 metros, y su diámetro debía disminuir considerablemente a medida que aumentaba la altura, lo que se suponía que aumentaría la estabilidad del minarete. Muhammad Amin Kan incluso decidió construir el minarete más alto del mundo, superando los 73 metros del Qutb Minar en la India. El diámetro de su base es de 14,2 metros. Algunas fuentes mencionan que se pretendía alcanzar los 110 metros.
La construcción comenzó en 1852 y se detuvo abruptamente en 1855, cuando la altura del minarete alcanzó los 29 metros. Según el historiador y escritor de Jiva, la construcción no se completó porque Muhammad Amin Kan murió en una batalla cerca de Sarajs en 1855.

El historiador Mulla Olim Maxdum Hoji escribió sobre la construcción del minarete en su obra “Historia de Turkestán”:
Una vez terminada la madrasa, Muhammad Amin Kan ordenó construir el minarete más alto al lado de la madrasa. La construcción del minarete estaba en marcha (1855), cuando Muhammad Amin Kan envió un ejército a Irán y fue mártir en la batalla, como resultado el minarete iniciado por el Kan quedó sin terminar.
El minarete fue construido ante los ojos del poeta, historiador y estadista de Jiva, Muhammad Rizo Ogahi. En el minarete de Muhammad Amin Kan se pueden ver 12 de los 16 versos históricos de la poesía de Ogahi. La escalera de madera del interior ha sido reparada con frecuencia. La inscripción, que fue restaurada en su forma original durante la restauración, compara el minarete con el árbol Tubo que crece en el paraíso y lo llama un pilar que sostiene la bóveda del cielo, es decir, la cúpula del cielo. Ogahi escribió varias fechas poéticas para la finalización del minarete. Uno de ellos está escrito en hermosos azulejos sobre el minarete. Los escritos fueron rotos y arrancados durante el dominio soviético. Después de que Uzbekistán obtuvo la independencia, estos escritos fueron encontrados a través del manuscrito de Ogahi y restaurados. Las cartas fueron restauradas por el maestro Rustam Tohirov. Kalta Minor es famosa por su carácter incompleto, así como por sus decoraciones únicas. Es el único minarete cubierto íntegramente con azulejos.

## Arquitectura
Los patrones geométricos se utilizan ampliamente en la decoración del minarete. Desde el segundo piso se puede subir a la cima del minarete. En el interior hay una escalera de madera que conduce hacia arriba. La escalera ha sido reparada con frecuencia. En la decoración se utilizan azulejos blancos, verdes y turquesas (también se le llama minarete azul debido al uso frecuente de azulejos turquesas). Con motivo del 2500 aniversario de Jiva (1996-97), los fundadores de la sociedad anónima "Hayot" y del "nasta'liq" restauraron completamente las inscripciones de azulejos que cayeron de la parte superior de Kalta Menor. Se restauraron los escritos en persa de Ogahi. Las cartas fueron restauradas por el maestro Rustam Tohirov. Kalta Minor es famosa por su carácter incompleto, así como por sus decoraciones únicas. Es el único minarete cubierto íntegramente con azulejos.

## Galería

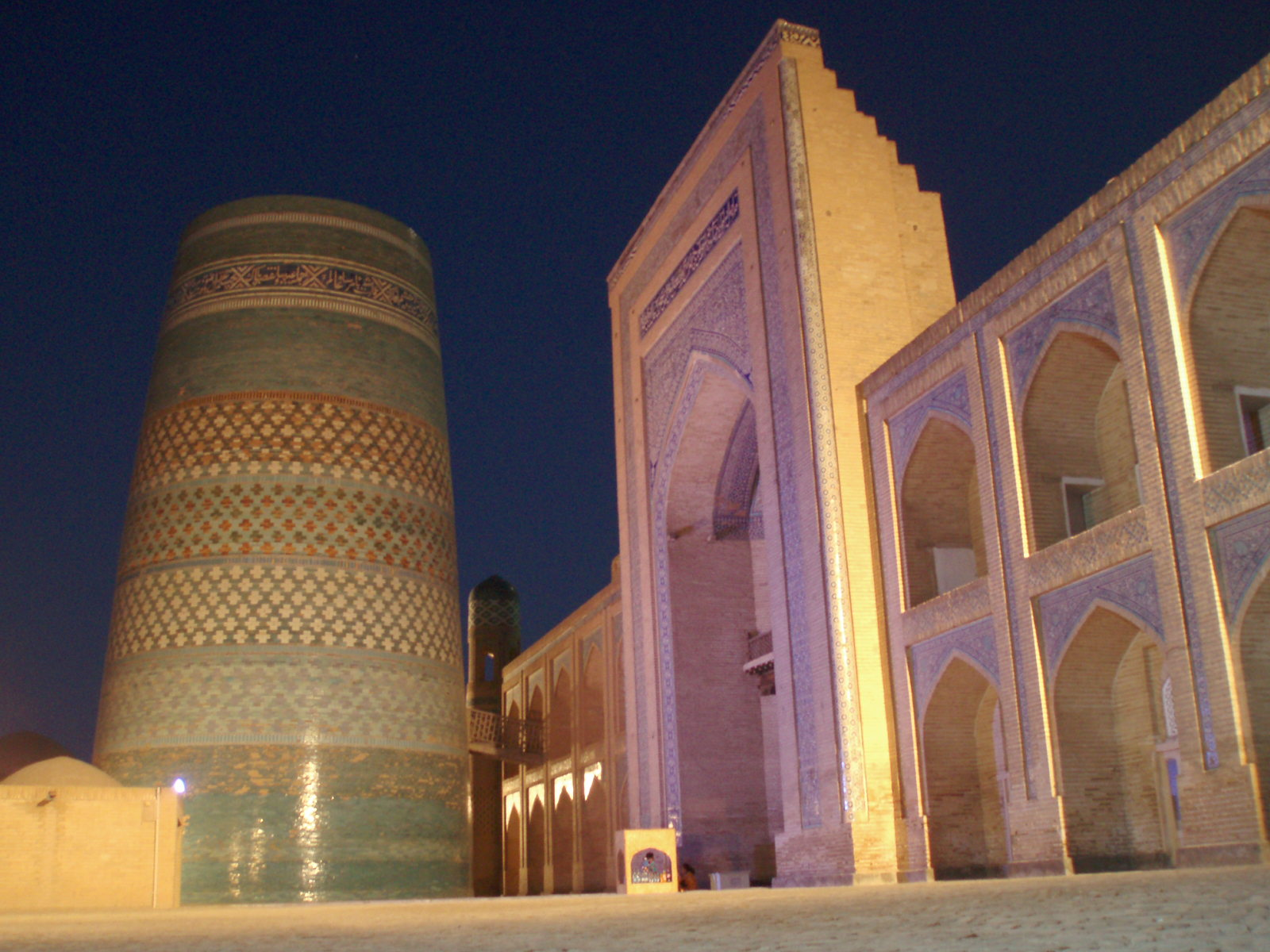
Minarete Kaltaminor y madraza Mukhammad Aminkan
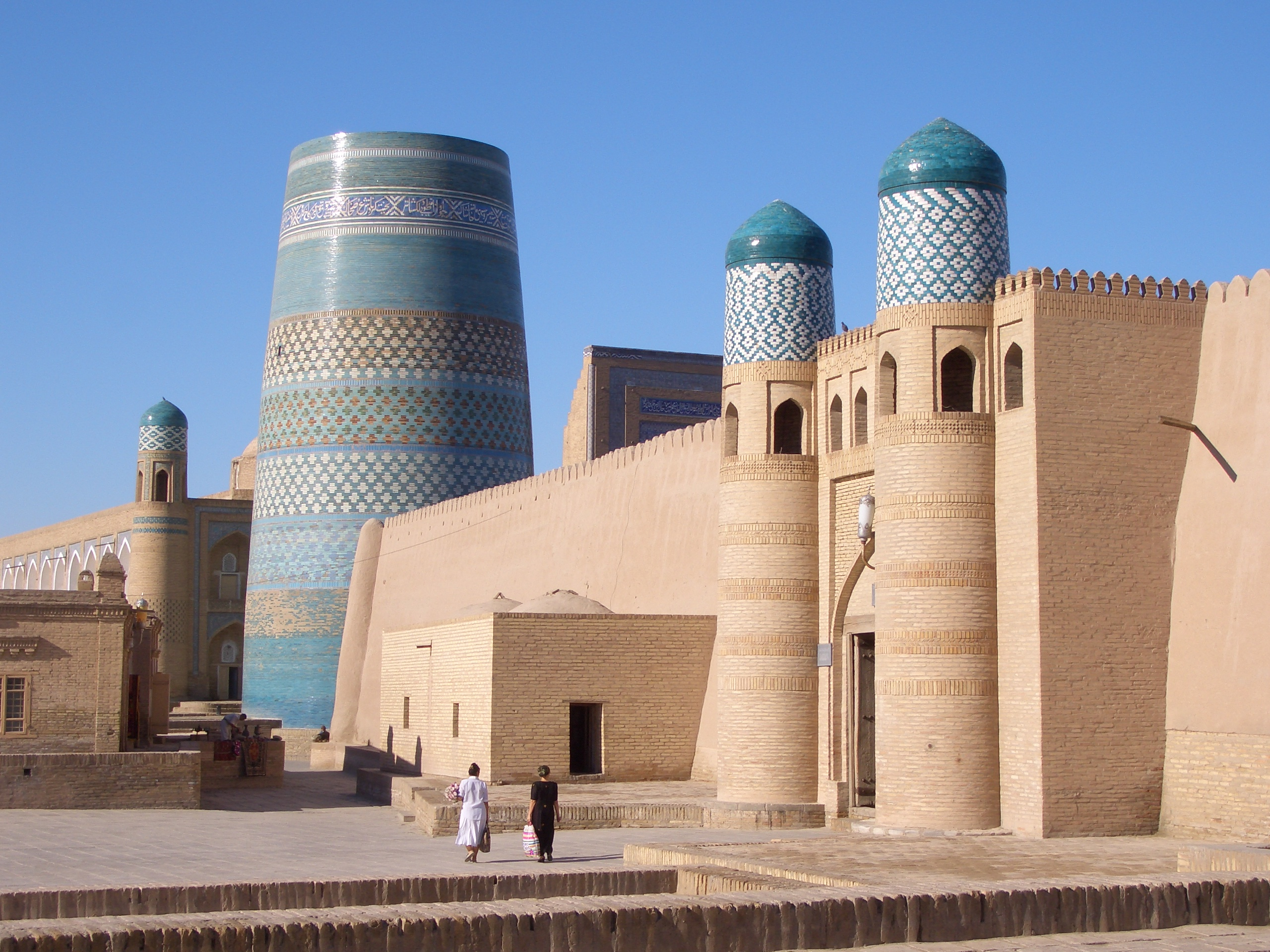
Vista del minarete de Kaltaminor
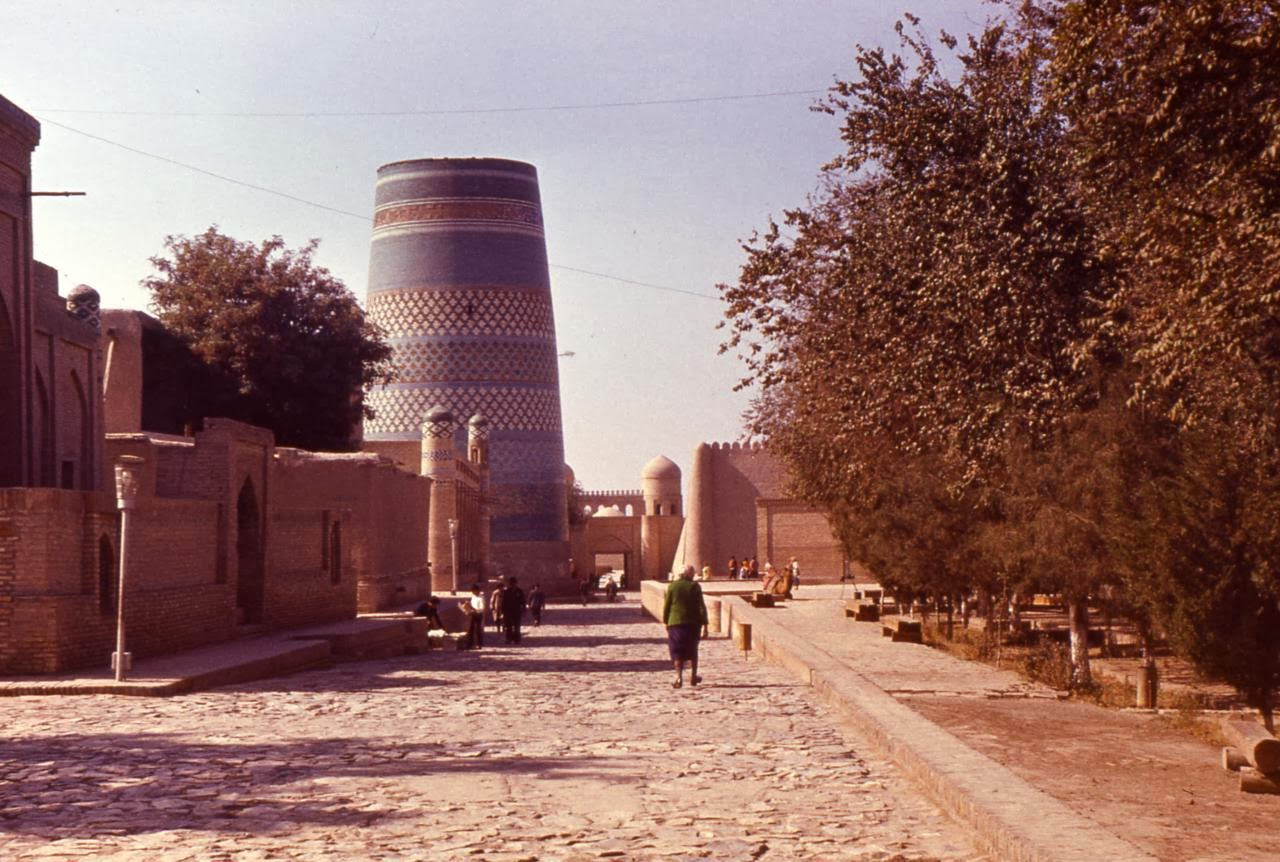
Kaltaminor en 1984